# Gmina Bierutów
Gmina Bierutów je polská městsko-vesnická gmina v okrese Olešnice v Dolnoslezském vojvodství. Sídlem gminy je město Bierutów. V roce 2020 zde žilo 9 873 obyvatel.
Gmina má rozlohu 147,0 km² a zabírá 14,0 % rozlohy okresu. Skládá se z 16 starostenství.

## Části gminy
Starostenství
Gorzesław, Jemielna, Karwiniec, Kijowice, Kruszowice, Paczków, Posadowice, Radzieszyn, Sątok, Solniki Małe, Solniki Wielkie, Stronia, Strzałkowa, Wabienice, Zawidowice, Zbytowa
Sídla bez statusu starostenství
Grędzina, Nowa Smolna